# 遇罗克
遇罗克（1942年5月1日—1970年3月5日），男，祖籍山東，出生于北京，是一名北京人民机器厂的学徒工，做过代课教师等多种临时工。曾写作《出身论》等一系列围绕「出身」问题的文章。他以「家庭出身问题研究小组」为笔名，写了六期《中学文革报》的头版文章及其他文章，最著名的是第一期的《出身论》，全国反响巨大。
文革期間，遇羅克于1968年1月5日被捕，1970年3月5日和另19名政治死刑犯，在北京工人体育场的十万人大会上，被宣判死刑并被殺害。九年後，處決經歷才在整理受害冤案中平反，被宣布無罪。

## 生平
遇罗克父亲为水电部高级工程师。1957年父母均被打成“右派”，所以遇罗克的出身属于「黑五类」，因此他高中毕业后三次高考，在成績達標的情況下却不被准许进入大学。遇罗克从儿时起便酷爱读课外书，至被捕前，养成夜夜苦读的习惯。生前记了大量的文稿、日记和读书笔记（文革中因抄家风，不得不烧掉，只留下他最后的一本日记，亦成为给他定罪的内容；当局至今未归还家属）。他做过多种职业：农业工人、代课教师、研究所和首都图书馆的临时工等等。他把一个小学学习成绩最差的乱班在半年之内变为全校纪律与学习最优秀的班级，不過他因“出身”问题不予转正。
1966年2月13日，遇罗克在《文匯報》上发表文章《和机械唯物论进行斗争的时候到了》，反对姚文元批判新编历史剧《海瑞罢官》。文化大革命爆发后，遇罗克于1966年下半年写下了《出身论》一文，批判中国共产党内部“走资当权派”以血统论（“老子英雄儿好汉，老子反动儿混蛋，基本如此”）阴谋引導社会阶级斗争方向，列举共产党的政策「有成份论，不唯成份论，重在政治表现」反驳血统论，指责血统论是走修正主义道路，严重侵犯人权并违背毛泽东思想，号召青年与出身论斗争到底。该文广为传播，影响巨大。1967年1月，在牟志京与遇罗文创办的六期《中学文革报》每期的头版头条文章，皆是遇罗克以“家庭出身问题研究小组”为笔名，围绕出身与血统论问题所写的文章，提出“任何通过个人努力所达不到的权利，我们一概不承认”；《中学文革报》期期被抢购一空，全国反响十分巨大；六期《中学文革报》上还有遇罗克用其他笔名所写的文章。
1967年4月14日，中央文化革命小组成员戚本禹公开宣布，《出身论》是「大毒草」。1968年1月5日，遇罗克被捕，被扣上“大造反革命舆论”、“思想反动透顶”、“阴谋进行暗杀活动”、“组织反革命小集团”等罪名。
1970年3月5日，在一打三反运动高潮中，遇罗克在北京工人体育场被宣判死刑，立即执行，时年27岁。据称其角膜在死后被移植给了一名劳动模范，尚有其他器官被割與其他病人。
1978年冬天，遇罗克的母亲王秋琳找到《光明日报》编辑、记者苏双碧，希望帮助为遇罗克平反。
1979年10月7日，北京民主墻民刊《四五論壇》第13期專輯，呼籲為遇羅克昭雪（馬德昇特別製作遇羅克木刻插圖）。
1979年11月21日，北京市中级人民法院宣告遇罗克无罪。当局对遇罗克的尸体无任何交代，只付给了父母二千元人民币作为抚恤金。遇罗克的日记以及全家人的上千张照片都未归还，只归还了十几张照片。
1980年7月21日、22日，《光明日報》連載了王晨、張天來長篇通訊《劃破夜幕的隕星——記思想解放的先驅遇羅克》。

## 被處刑的緣由
王锐调阅了大量历史文献和相关历史人物的口述，查证遇罗克的死刑处决令一共有2次，第一次是1968年1月周恩来亲自签发（因为遇罗克自称“有重大案情要细细交待”而获得拖延），第二次（1970年3月5日真正执行那次）是中国人民解放军北京市公法军事管制委员会主任谢富治因癌症病重代由吴德签发。死刑处决通知原文如下：
“十、现行反革命犯遇罗克，男，二十七岁，北京市人，资本家出身，学生成份，北京市人民机械厂徒工。其父系反革命分子，其母系右派分子。遇犯思想反动透顶，对我党和社会主义制度怀有刻骨仇恨。一九六三年以来，遇犯散布大量反动言论，书写数万字的反动信件、诗词和日记，恶毒地污蔑诽谤无产阶级司令部；在无产阶级文化大革命中书写反动文章十余篇，印发全国各地，大造反革命舆论；还网罗本市与外地的反坏分子十余人，阴谋进行暗杀活动，妄图颠覆无产阶级专政。遇犯在押期间，反革命气焰仍很嚣张。”
其它说法还有：
1，因《出身论》一文，为当权者所不容； 遇罗克家人认为他是因六期《中学文革报》而死。
2，因发表在《文汇报》的《和机械唯物论进行斗争的时候到了》一文。在文章中，遇罗克批驳了姚文元对历史和现实的曲解，明确地说：“姚文元同志代表了存在于思想界中的机械唯物论的倾向。我觉得和这种倾向进行斗争的时候到了。”

## 家庭
- 父親遇崇基（1915年－1988年），祖籍山东，毕业于日本早稻田大学土木工程系。遇崇基留学日本时曾使用笔名“罗茜”，因而子女起名都用“罗”字，而非家谱上的“广”字，繁体字的“罗”字可以拆成“四”、“维”，四维是“礼义廉耻”的意思。1952年遇崇基與王秋琳離婚，後與邊姓女子再婚。1953年與邊姓女子離婚，1954年初與王秋琳復婚。[16]
- 母親王秋琳（1920年－1983年），早年留学日本，与遇崇基相识。外祖母杨瑛（1896-1970），老家在北京沙子口一带，娘家属于小康，本人文化不高。外祖父，河北南宫县人，早年在北京学徒，是一名木匠，去世时只有50多岁。1952年遇崇基與王秋琳離婚，王秋琳獨自撫養4個孩子。1954年初遇崇基又與王秋琳復婚。
- 妹妹遇罗锦（1946年3月31日－），1965年毕业于北京市工艺美术学校；1978年7月與第一任丈夫工人蔡钟培结婚（1980年離婚）；1982年與第二任丈夫工程師吴范军結婚（1992年離婚），育有1子；1986年定居德國，1993年8月遇罗锦和德国人海曼·韦伯结婚；
- 弟弟遇罗文（1948年1月31日－）[17]，從事水利切割设备業務
- 小弟遇罗勉（1950年－）。

## 纪念活动
著名诗人北岛曾写诗《宣告》、《结局或开始》纪念遇罗克。
2009年，有人在通州的宋庄美术馆树立起遇罗克半身像。揭幕仪式上有遇罗克雕像发起人、《光明日报》副总编辑、前民间诗刊《今天》编辑徐晓、罗克雕像作者郑敏、遇罗克弟弟遇罗勉，还有遇罗克生前好友、认同遇罗克理念的朋友约二十人。
2025年，遇罗克纪念基金会由遇罗克胞弟遇罗文在美国成立。

## 資料來源
1. ↑  .   [2010-03-05]. （原始内容存档于2015-10-31）.
2. ↑  宋永毅.  (PDF).   [2024-10-02]. （原始内容存档 (PDF)于2022-06-17）.
3. ↑  . 2016.05.18  [2024-10-02]. （原始内容存档于2024-10-07） （中文）.
4. ↑  . www.marxists.org.   [2024-10-02]. （原始内容存档于2022-04-08）.
5. ↑  . ywang.uchicago.edu.   [2024-10-02]. （原始内容存档于2024-10-07）.
6. ↑  . beijingspring.com.   [2024-10-02]. （原始内容存档于2024-10-07）.
7. ↑  . 中文马克思主义文库.   [2024-05-01]. （原始内容存档于2024-05-01）. 工作队当政时期，又以极“左”的面目抹杀了阶级路线。在对待出身问题上，与修正主义集团可以称得上是一丘之貉。因此，这个严重的社会问题非但没有解决，反而更加深化了，反而将矛盾扩大化、公开化了。残酷的“连根拔”，极尽侮辱之能事的所谓“辩论”，以及搜身、辱骂、拘留、殴打等严重侵犯人权行为，破坏这一部分青年生活的正常秩序的种种手段，剥夺他们政治权利的种种措施，全都以“超毛泽东思想”的面目出现了。迫使这么多人消沉了，都感到自己是无罪的罪人，低人一等，很见不得人。他们不能以全部力量投入运动。想革命而又没有革命的本钱，想造反而又没有造反的条件，窒杀了多少革命青年的热情！革命队伍缩小了。这正中了反动路线的下怀。客观上起到了包庇钻进党内走资本主义道路当权派的作用，起到了挑动群众斗群众的作用。有理由这样讲，如果不把以前受压迫最深的这一大部分革命青年彻底解放出来，那么，这次运动就决不会取得彻底胜利！
8. ↑  . 2010-05-04  [2020-03-09]. （原始内容存档于2011-02-05）.
9. ↑  戚本禹. . 香港: 中国文革历史出版社. 2016年4月. “……北京有个年青工人叫遇罗克，他提出了一个“出身论”与“血统论相对抗。这在当时的影响也很大。中央文革开会的时候讨论分析过过罗克的观点， 认为他完全否定了阶级存在的客观性和阶级分析的必要性，这就走向另一个错误极端了。毛主席说过：“在阶级社会中，每一个人都在一定的阶级地位中生活，各种思想无不打上阶级的烙印。”所以，当时就决定由我根据毛主席的这一思想做了一个公开的讲话，批评过罗克的观点。1967年4月，我的讲话引起了很大的反响，遇罗克因此受到了广泛的批评，并可能因之而受到了很大的压力。但我当时只是对他的思想认识进行了批判，并没有对他采取任何的人身限制。他后来被公安部门逮捕又被处以死刑，这些我都是不知道的。”. ISBN 9789881228482.
10. ↑  .   [2011-12-12]. （原始内容存档于2012-12-12）.
11. 1 2 3  祝晓风; 张洁宇. . 人民网. 2004-06-03  [2021-08-23]. （原始内容存档于2017-07-31）.
12. ↑  自由亚洲电台“心灵之旅”访谈节目主持人张敏. . 自由亚洲电台. 2001-03-03  [2024-09-25]. （原始内容存档于2024-09-25）.
13. ↑  . www.gmw.cn.   [2024-05-03]. （原始内容存档于2024-05-03）.
14. ↑  .   [2014-11-29]. （原始内容存档于2014-11-30）.
15. ↑  .   [2010-03-05]. （原始内容存档于2010-03-10）.
16. ↑  .   [2017-08-03]. （原始内容存档于2017-08-04）.
17. ↑  .   [2017-08-03]. （原始内容存档于2017-08-04）.
18. ↑  . 2009-06-28  [2021-08-23]. （原始内容存档于2009-11-28）.[需要較佳来源]